# Tap: Book of Angels Volume 20
Tap: Book of Angels Volume 20 es un álbum con composiciones de John Zorn interpretadas por Pat Metheny. Es el vigésimo disco del Segundo libro Masada. El álbum fue publicado simultáneamente por Tzadik Records y Nonesuch Records.

## Lista de pistas
Toda la música compuesta por John Zorn. 
| N.º | Título    | Duración |  |
| 1.  | «Mastema» | 7:20     |  |
| 2.  | «Albim»   | 9:07     |  |
| 3.  | «Tharsis» | 5:54     |  |
| 4.  | «Sariel»  | 11:09    |  |
| 5.  | «Phanuel» | 10:55    |  |
| 6.  | «Hurmiz»  | 10:55    |  |

## Integrantes
- Pat Metheny – guitarra acústica, guitarra eléctrica, bandoneón, sitar eléctrico, guitarra barítono, campanas, marimba, teclados, piano, bajo eléctrico, tiples, percusiones, electrónicos, fliscorno
- Antonio Sánchez – batería
- Willow Metheny – voces

## Recepción
El álbum recibió críticas generalmente favorables como la de Thom Jurek de AllMusic, quien señaló "Tap: John Zorn's Book of Angels, Vol. 20 es un álbum especial en los catálogos de ambos nombres. (Se está lanzando simultáneamente en Nonesuch y Tzadik.) Estas composiciones ofrecen a Metheny algo que rara vez ha sido capaz de aprovechar. Aunque ha interpretado regularmente obras de otros compositores, rara vez ha tenido la oportunidad de orquestarlas y organizarlas tan exhaustivamente. Irónicamente, esta colaboración le ha dado la libertad de explorar su expresión artística como un individuo, en un nivel más profundo".
John Fordham escribió para The Guardian una reseña: "Metheny logra ser sincero tanto con Zorn como con él mismo —reflejando el respeto previo por la música folclórica tradicional judía mientras se divide con asaltos de improvisación libre, pero manteniendo esa tensión creativa en su propio aire más cálido y menos abrasivo. Las melodías son maravillosas, y las variaciones a menudo inspiradas". En The Montreal Gazette, Juan Rodríguez declaró: "Metheny se superpone y sobregraba, pero hay un tinte del Medio Oriente que es común en muchas de las composiciones recientes de Zorn, así como caprichosos Metheny-ismos que hacen de Tap una salida brillante y candente, casi una introducción a cómo la complejidad evoluciona de la simplicidad absoluta. Alternando entre viajes largos e interludios más cortos, cada canción revela una unidad hermosamente construida mientras se va en todas direcciones. Esta es una reunión fascinante de mentes". Andy Gill de The Independent dijo: "Es todo deslumbrantemente virtuosístico y evocador".
Muchos críticos en línea hicieron reseñas favorables. En All About Jazz, Nenad Georgievski dijo: "Metheny ha dejado su impronta en la música de Zorn de una manera idiosincrásica llena de vibraciones y melodías agresivas, sucias e igualmente tiernas, con texturas inmersivas que le dan a cada composición un tipo diferente de profundidad y carácter". Des Crowley de Addicted to Noise comentó que "Tap es un brillante recordatorio, en caso de que lo necesitemos, de la franqueza sin límites que Zorn y Metheny aportan a sus proyectos individuales y de colaboración. Con fortuna, se encontrará con un público amplio y se alentará a oyentes primerizos a buscar otras grabaciones en la serie Book of Angels de Zorn." Peter Quinn, de The Arts Desk, señaló: "es sorprendente que a Pat Metheny y John Zorn les haya tomado tanto tiempo trabajar juntos. Ciertamente ha valido la pena la espera, ya que esta colección es un verdadero barn-burner".
En otros sitios los críticos eran menos entusiastas. Troy Dostert fue más reservado en sus elogios diciendo: “No es un clásico, y probablemente no termine clasificándose como el mejor trabajo de Metheny. Pero en general, su sinceridad y respeto por la música de Zorn sí llegan convincentemente, y al menos esto debería hacer lo suficiente para que todo el mundo se pregunte qué podría intentar Metheny después”. The List lo llamó: “Un álbum que abarca varias facetas de la personalidad musical de Metheny pero no logra impresionar” y afirmó: “Cuando Metheny evita los synth pads y los efectos naff de guitarra para un acercamiento acústico más jazzístico, brillan a través de las melodías sefardíes de Zorn. Si bien hay digresiones en post-bop juguetones y sonidos abstractos, el cambio de imagen brillante de Metheny es una salsa débil junto al otro grupo de Zorn, Masada”. El corresponsal de Your Speakers, Robbie Ritacco, se quejó de que “Tap se presenta más como una aventura educativa que como una contribución directa a cualquier faceta particular de la escena musical. Es un proyecto de interés específico... el álbum tiene poco que ofrecer en términos de sostenibilidad o accesibilidad”.